# Василь Капішовський
Василь Капішовський (7 липня 1914, Хмельова — 11 квітня 2002, Кошиці) — педагог, чехословацький політик від Комуністичної партії Словаччини українського (русинського) походження, після Лютневого заколоту у Чехословаччині депутат Національних зборів Чехословаччини, член Словацької національної ради в 1960-х роках і член Палати націй і Палати народу Федеральних зборів на початку періоду нормалізації.

## Життєпис
Початкову освіту Василь здобув у рідному селі, нижчу середню — у Руській горожанській середній школі у Пряшеві. 1933 року він закінчив Греко-католицьку руську учительську семінарію у Пряшеві. У 1933–36 рр.учителював у школах Пряшівщини і Закарпатської України. Протягом 1936–38 рр. перебував на військовій службі у чехословацькій армії.
Після окупації Карпатської України угорською армією у березні 1939 р. таємно емігрував до СРСР. Закінчив спеціальну військову розвідшколу. Повернувся до Словаччини, служив офіцером у словацькій армії, збирав і передавав радянському командуванню таємну інформацію. 1941 р. був викритий ґестапо і засуджений до п'ятнадцяти років ув'язнення військовим трибуналом Словаччини. 1945 р. був звільнений.
Після 1945 року входив до Української Народної Ради Пряшівщини. Після 1948 року вступив до комуністичної партії. Брав участь у кампанії переходу словацьких українців (русинів) з греко-католицької церкви до православ'я (входив до церковної комісії по Михайлівецькому повіту). За результатами парламентських виборів 1946 року був обраний до Словацької національної ради.
На виборах до Національних зборів у 1948 році він був обраний до Національних зборів від Комуністичної партії у виборчому окрузі Кошиці. Він перебував на посаді до кінця свого терміну, тобто до виборів 1954 року. У 1945 і 1950 роках він значиться членом ЦК Комуністичної партії Словаччини. 1952 року закінчив Вищу партійну школу у Братиславі. Зробив значний внесок в економічний і культурно-освітній розвиток українців Словаччини. У 1953 р. він став тимчасовою жертвою кампанії проти буржуазного націоналізму, що значно загальмувало його політичну кар'єру — його зняли з посади.
З 1954 р. він викладав політичну економію у навчальних закладах Пряшева та Кошиці. У 1963–66 рр. він працював проректором, 1974–76 рр. — продеканом юридичного факультету Університету ім. П. Шафарика (Кошиці). Саме тут 1961 р. він здобув вчене звання доцента, а 1964 — науковий ступінь кандидата юридичних наук. Під його керівництвом 1964–68 рр. Культурний союз українських трудящих Чехословаччини досягнув значних успіхів.
Пізніше він повернувся до вищих законодавчих зборів. На виборах 1964 року він став членом Словацької національної ради. 1968 р. закінчив Вищу школу політичних наук у Празі. У березні 1968 р. був призначений до складу комісії Словацької національної ради, яка мала підготувати проєкт декларації про державно-правовий устрій Чехословаччини. Після федералізації Чехословаччини в січні 1969 року він також засідав у Палаті націй Федеральних зборів. До федерального парламенту його висунула Словацька національна рада.

## Основні праці
- Економічно-суспільний та культурний розвиток українського населення в Чехословацькій республіці та його перспективи. Пряшів, 1960.
- K životnej úrovni obyvateľstva východného Slovenska // Nové obzory. Košice, 1965. Č. 7.
- Економічні проблеми розвитку української культури в ЧССР // Жовтень і укр. культура: Зб. Пряшів, 1968.
- За вищий рівень української школи. Пряшів, 1968.
- 30 років економічного розвитку рідного краю // Наук. зб. Музею укр. культури в Свиднику. Вип. 7. Пряшів, 1977.
- Минуле і сучасне Східної Словаччини // Дукля. 1981. № 2.
- Rast životnej úrovne obyvateľstva v Humenskom okrese // Príspevky k dejinám KSČ v Humenskom okrese. Košice, 1981.
- Східна Словаччина вчора й сьогодні. Пряшів, 1982.
- Мрії і дійсність. Пряшів, 1988.

### Зовнішні посилання
- Василь Капішовський у парламенті